# 大河内村 (山梨県)
大河内村（おおこうちむら）は山梨県西八代郡にあった村。現在の南巨摩郡身延町南東部、富士川左岸にあたる。

## 地理
- 河川：富士川

## 歴史
- 1874年（明治7年）1月 - 八代郡上八木沢村・下八木沢村・帯金村・大垈村・椿草里村・丸滝村・大崩村・角打村・和田村・樋上村・大嶋村が合併して大河内村となる。
- 1878年（明治11年）7月22日 - 郡区町村編制法の施行により、大河内村が西八代郡の所属となる。
- 1889年（明治22年）7月1日 - 町村制の施行により、大河内村が単独で自治体を形成。
- 1955年（昭和30年）2月11日 - 南巨摩郡身延町・下山村・豊岡村と合併し、改めて南巨摩郡身延町が発足。同日大河内村廃止。

## 交通

### 鉄道路線
- 日本国有鉄道
  - 身延線
    - 甲斐大島駅 - 身延駅 - 塩之沢駅